# Janusz Kieszkowski
Janusz Kieszkowski herbu Krzywda (ur. 19 czerwca 1908 w Radzicach k. Opoczna, zm. 13-14 kwietnia 1940 w Katyniu) – architekt, podporucznik piechoty rezerwy Wojska Polskiego, właściciel ziemski, ofiara zbrodni katyńskiej.

## Życiorys
Syn Bolesława, właściciela ziemskiego, i Janiny z Ossowskich urodzony w majątku Radzice koło Opoczna jako . Absolwent Wydziału Architektury Politechniki Warszawskiej. Bliski współpracownik prof. Bohdana Pniewskiego. Laureat konkursu na projekt portu lotniczego na Gocławiu i na gmach Państwowego Instytutu Meteorologicznego (Aerologicznego) na Bielanach w Warszawie.
Absolwent kursu oficerskiego w Batalionie Podchorążych Rezerwy Piechoty Nr 10A w Nisku. W 1935 został mianowany na stopień podporucznika ze starszeństwem z 1 stycznia 1934 i 2201. lokatą w korpusie oficerów rezerwy piechoty.
Posiadał przydział w rezerwie do 36 pułku piechoty Legii Akademickiej. 
Zmobilizowany w kampanii wrześniowej wziął udział w walkach pod Kutnem. Podczas przedzierania się na Kresy i przedmoście rumuńskie w celu dalszej walki dostał się do niewoli radzieckiej.
13 lub 14 kwietnia 1940 został zamordowany w Katyniu. Jego nazwisko figuruje na liście wywózkowej 025/2 z 9 kwietnia 1940.
Miał żonę Helenę.
5 października 2007 minister obrony narodowej Aleksander Szczygło mianował go pośmiertnie na stopień kapitana. Awans został ogłoszony 9 listopada 2007, w Warszawie, w trakcie uroczystości „Katyń Pamiętamy – Uczcijmy Pamięć Bohaterów”.